# هنري بولاك (جيوفيزيائي)
هنري بولاك أستاذ فخري للجيوفيزياء بجامعة ميشيغان. حصل بولاك على شهادة البكالوريوس من جامعة كورنيل عام 1958 وعلى درجة الدكتوراه عام 1963 من جامعة ميشيغان. وهو أيضًا مستشار لمؤسسة العلوم الوطنية وشارك في تأليف تقرير أعدته الهيئة الحكومية الدولية المعنية بتغير المناخ (جنبًا إلى جنب مع 2000 شخص آخرين) وقد مُنحت الهيئة جائزة نوبل للسلام لعام 2007 مع آل جور. أجرى بولاك بحثًا علميًا في جميع القارات السبع وسافر بانتظام إلى القارة القطبية الجنوبية.
عام 2010، ألّف بولاك كتاب «عالم بلا جليد» (بالإنجليزية: A World Without Ice)، قدّم فيه تحليلاً لعلوم تغير المناخ. عام 2003، ألف كتاب «عِلْم غير مؤكد. . . عالم غير مؤكد» (بالإنجليزية: Uncertain Science ... Uncertain World).

## روابط خارجية
- جامعة ميشيغان: هنري بولاك
- ResearchGate لهنري بولاك